# Irina Odagescu
Irina Odagescu   (Bucarest, 23 de maig de 1937) és una educadora i compositora romanesa de música.

## Biografia
Irina Odăgescu va néixer a Bucarest i va estudiar al Conservatori de Música de Bucarest amb Tudor Ciortea i Anatol Vieru. També va participar en cursos d'estiu amb Iannis Xenakis, György Ligeti i Karlheinz Stockhausen. Després d'acabar els estudis, es va convertir en professora al Conservatori de Bucarest.
Les obres d'Odăgescu han estat interpretades internacionalment a Europa, Àsia i els Estats Units i ha donat lliçons magistrals en conferències internacionals celebrades a la Universitat de Pau a França i a la Universitat Fairbanks, Alaska. Ha co-escrit els textos "Studies Practical for Reading in Keys for Two Voices" el 1972, i "Studies Practical for Reading" en "Old Choral Keys", el 1982.

## Honors i premis
- Premi de la Unió de Compositors de Romania (1978–2004)
- Premi George Enescu de l'Acadèmia Romanesa (2001)
- Premi Viotti- Valèsia (Itàlia)
- Medalla de plata 'Ciudad Ibague' (Columbia)

## Treballs
Odăgescu ha compost música simfònica, coral, ballet i cambra. Les obres seleccionades inclouen:
- La vida juvenil i la vida sense fi (2005)
- El Pyre del pa
- Tall Song, Ballet[2]
- Melos, Sonata per a viola sola, Op.48 (1982)